# Rychlobruslení na Zimních olympijských hrách 2014 – stíhací závod družstev muži
Stíhací závod družstev mužů na Zimních olympijských hrách 2014 se konal v hale Adler-Arena ve dnech 21. a 22. února 2014. Čeští závodníci se jej nezúčastnili.
Ruský tým byl v listopadu 2017 Mezinárodním olympijským výborem zpětně diskvalifikován, a to kvůli údajnému zapojení Alexandra Rumjanceva a Ivana Skobreva do ruského dopingového skandálu na ZOH v Soči. Po hromadném odvolání ruských sportovců byl na začátku února 2018 jejich trest Mezinárodní sportovní arbitráží zrušen.

## Výsledky

### Čtvrtfinále
Vítězné týmy z každé jízdy postoupily do dvou semifinálových jízd, ostatní družstva postoupila do finálových jízd o páté až osmé místo.
| Pořadí        | Země                   | Jméno                                                          | Čas     | Ztráta | Postup       |
| ------------- | ---------------------- | -------------------------------------------------------------- | ------- | ------ | ------------ |
| Čtvrtfinále 1 |                        |                                                                |         |        |              |
| 1.            | Kanada                 | Mathieu Giroux Lucas Makowsky Denny Morrison                   | 3:43,30 | 0,00   | Semifinále 1 |
| 2.            | Spojené státy americké | Shani Davis Brian Hansen Jonathan Kuck                         | 3:46,82 | +3,52  | Finále D     |
| Čtvrtfinále 2 |                        |                                                                |         |        |              |
| 1.            | Jižní Korea            | Ču Hjong-čun Kim Čchol-min I Sung-hun                          | 3:40,84 | 0,00   | Semifinále 1 |
| 2.            | Rusko                  | Alexandr Rumjancev Ivan Skobrev Denis Juskov                   | 3:44,22 | +3,38  | Finále C     |
| Čtvrtfinále 3 |                        |                                                                |         |        |              |
| 1.            | Polsko                 | Zbigniew Bródka Konrad Niedźwiedzki Jan Szymański              | 3:42,78 | 0,00   | Semifinále 2 |
| 2.            | Norsko                 | Håvard Bøkko Håvard Holmefjord Lorentzen Sverre Lunde Pedersen | 3:43,19 | +0,41  | Finále C     |
| Čtvrtfinále 4 |                        |                                                                |         |        |              |
| 1.            | Nizozemsko             | Jan Blokhuijsen Sven Kramer Koen Verweij                       | 3:44,48 | 0,00   | Semifinále 2 |
| 2.            | Francie                | Alexis Contin Ewen Fernandez Benjamin Macé                     | 3:53,17 | +8,69  | Finále D     |

### Semifinále
Vítězné týmy obou jízd postoupily do finále o zlatou medaili, poražená družstva postoupila do finále o bronz.
| Pořadí       | Země        | Jméno                                             | Čas     | Ztráta | Postup   |
| ------------ | ----------- | ------------------------------------------------- | ------- | ------ | -------- |
| Semifinále 1 |             |                                                   |         |        |          |
| 1.           | Jižní Korea | Ču Hjong-čun Kim Čchol-min I Sung-hun             | 3:42,32 | 0,00   | Finále A |
| 2.           | Kanada      | Mathieu Giroux Lucas Makowsky Denny Morrison      | 3:45,28 | +2,96  | Finále B |
| Semifinále 2 |             |                                                   |         |        |          |
| 1.           | Nizozemsko  | Jan Blokhuijsen Sven Kramer Koen Verweij          | 3:40,79 | 0,00   | Finále A |
| 2.           | Polsko      | Zbigniew Bródka Konrad Niedźwiedzki Jan Szymański | 3:52,08 | +11,29 | Finále B |

### Finále
| Pořadí           | Země                   | Jméno                                                   | Čas          | Ztráta |
| ---------------- | ---------------------- | ------------------------------------------------------- | ------------ | ------ |
| Finále A         |                        |                                                         |              |        |
| Zlatá medaile    | Nizozemsko             | Jan Blokhuijsen Sven Kramer Koen Verweij                | 3:37,71 (OR) | 0,00   |
| Stříbrná medaile | Jižní Korea            | Ču Hjong-čun Kim Čchol-min I Sung-hun                   | 3:40,85      | +3,14  |
| Finále B         |                        |                                                         |              |        |
| Bronzová medaile | Polsko                 | Zbigniew Bródka Konrad Niedźwiedzki Jan Szymański       | 3:41,94      | 0,00   |
| 4.               | Kanada                 | Mathieu Giroux Lucas Makowsky Denny Morrison            | 3:44,27      | +2,33  |
| Finále C         |                        |                                                         |              |        |
| 5.               | Norsko                 | Håvard Bøkko Sverre Lunde Pedersen Simen Spieler Nilsen | 3:44,91      | 0,00   |
| 6.               | Rusko                  | Alexandr Rumjancev Alexej Jesin Denis Juskov            | 3:49,85      | +4,94  |
| Finále D         |                        |                                                         |              |        |
| 7.               | Spojené státy americké | Brian Hansen Jonathan Kuck Joey Mantia                  | 3:46,50      | 0,00   |
| 8.               | Francie                | Alexis Contin Ewen Fernandez Benjamin Macé              | 3:51,76      | +5,26  |